# Pristaulacus proximus
Pristaulacus proximus är en stekelart som beskrevs av Jean-Jacques Kieffer 1906. Pristaulacus proximus ingår i släktet Pristaulacus och familjen vedlarvsteklar. Inga underarter finns listade i Catalogue of Life.